# Nina Osenar
Nina Osenar Kontrec, slovenska pevka, manekenka, televizijska voditeljica in igralka, * 15. maj 1983, Ljubljana.
Igrala je v seriji Svingerji, ki so jo snemali leta 2008, preizkusila se je tudi kot pevka.
Bila je Miss Hawaiian Tropic Slovenije 2004.Leta 2005 se je slikala za marčevsko številko slovenske izdaje in aprilsko število hrvaške izdaje revije Playboy in postala dekle leta 2006. Leta 2006 je na povabilo Playboy Special pozirala v Miamiju.

## Vodenje oddaj
Vodila je resničnostni šov Sanjska ženska 2 in tri izdaje Big Brotherja (resničnostni oddaji Big Brother Slovenija v letih 2007 in 2008 ter leta 2010 Big Brother Slavnih). Leta 2015 je vodila serijo oddaj Zaljubljeni v življenje na RTV SLO.
Po rojstvu sina leta 2017 se je za več let umaknila iz javnosti; oktobra 2022 je ponovno nastopila na televiziji kot voditeljica Slovenske popevke 2022.

## Zasebno
S partnerjem Dejanom Kontrecem, nekdanjim hokejistom, ima sina Marlona (*2017). Po rojstvu sina je zbolela za hudo obliko sindroma kronične utrujenosti in se za pet let umaknila iz javnega življenja.

## Diskografija
- Moment Like This - singel (2006)
- Zelo Naglas - singel
- Misunderstood - album (2010)